# Malgrubenspitze
Die Malgrubenspitze ist ein 2571 m ü. A. hoher Berg in den Stubaier Alpen im österreichischen Bundesland Tirol. Zusammen mit dem Ampferstein und der Marchreisenspitze bildet sie das bekannte „Dreigestirn“ über der Axamer Lizum, welches bis ins Inntal gut sichtbar ist.

## Lage und Umgebung
Die Malgrubenspitze liegt in den Kalkkögeln im Stubaital, südwestlich von Innsbruck. Nachbargipfel ist im Westen die Hochtennspitze (2549 m ü. A.) und im Osten, getrennt durch die Malgrubenscharte, die Marchreisenspitze (2620 m ü. A.). Im Norden, getrennt durch den Widdersbergsattel, befindet sich der 2327 m ü. A. hohe Widdersberg.

## Aufstieg
Der Weg führt von der Schlicker Scharte zuerst auf den Ostgipfel. Dieser ist über brüchige Schrofen, Schotterbänder und Felsrinnen erreichbar (Schwierigkeitsgrad I (UIAA)). Über drei senkrechte Wandstufen mit eingelagerten Schuttbändern im Schwierigkeitsgrad III (UIAA) geht es zum Westgipfel. Die Gipfelüberquerung kann auch von Westen nach Osten bewältigt werden.